# 창원 남산 유적
창원 남산 유적(昌原 南山 遺跡)은 대한민국 경상남도 창원시 의창구 서상동에 있는 유적이다. 1997년 12월 31일 경상남도의 기념물 제201호로 지정되었다.

## 현지 안내문
경남 창원시 서상동 남산 정상부에 청동기시대에서 조선시대 전기까지 이르는 취락 유적이다.
남산유적은 청동기시대 및 삼한시대에 외적으로부터 침입을 막기 위해 설치한 방어시설인 환호와 집터, 저장시설, 조개무지 등으로 되어 있었다. 이곳에서는 청동기시대의 민무늬토기와 삼한시대의 각종 토기류를 비롯하여 반달 모양의 돌칼 등의 석기류와 철기류, 골각기류 등 총 399점의 유물을 출토하였다.

## 참고 자료
- 창원 남산 유적 - 국가유산청 국가유산포털